# Villa Barbaro
La Villa Barbaro, también conocida como la Villa di Maser, es una villa palladiana en Maser, Treviso en la región del Véneto, Italia septentrional. Fue diseñada por el arquitecto italiano Andrea Palladio para dos de sus más importantes mecenas, los hermanos Barbaro (Daniele, patriarca de Aquilea y embajador ante la Reina Isabel I de Inglaterra, y Marcantonio un embajador ante el rey Carlos IX de Francia). La familia Barbaro es una antigua familia noble veneciana que ya ostentaba cargos en la República de Venecia en el siglo IX.

## Historia
Las autoridades difieren respecto a las fechas de construcción de la villa. El historiador Adalbert dal Lago afirma que fue construida entre 1560 y 1570, mientras otros afirman que la villa estaba casi acabada en 1558.
Hobson coincide con dal Lago en que la fecha de inicio fue probablemente 1560. Hobson atribuye a Daniele la decisión no solo de construir la villa, sino también la elección del arquitecto y del escultor Alessandro Vittoria. Mientras que Daniele era el experto en materia artística -  la villa en verdad estaba destinada para uso de la familia de Marcantonio y sus descendientes.
Palladio planeó la villa de líneas bajas extendiéndose hacia un gran parque. El plano de la planta baja es complejo - rectangular con habitaciones perpendiculares a lo largo de un gran eje, el bloque central proyecta y contiene la principal habitación de recepción.  El bloque central, que está designado de manera que se pareciera al pórtico de un templo romano, está decorado con cuatro columnas jónicas, un motivo que se inspira en el Templo de la Fortuna Viril en Roma. El bloque central está coronado por un gran frontón con símbolos heráldicos de la familia Barbaro en relieve. Bajo el frontón hay una inscripción en latín sobre el entablamento: «Daniel Barbaro, el Patriarca de Aquilea, y Marcantonio Barbaro, embajador francés, los hijos de Francesco Barbaro»".
El bloque central está flanqueado por dos alas simétricas. Las alas tienen dos plantas pero el frente es una arcada abierta. La Villa Barbaro es infrecuente puesto que es la única de las obras de Palladio de esta época que coloca las habitaciones de residencia privada en el piso superior de las barchesse (esto es, las habitaciones detrás de las arcadas de las dos alas): en la mayoría de los diseños de Palladio estas alas eran simplemente columnatas abiertas o albergaban estancias secundarias de servicio.
Las alas acaban en pabellones que representan grandes relojes de sol colocados dentro de sus frontones. Los pabellones se pretendía que tuvieran palomares en el piso más alto, mientras que las habitaciones de abajo eran para realizar vino, los establos y uso doméstico. En muchas de las villas de Palladio pabellones similares eran poco más que edificios de granja mundanos detrás de una fachada que los ocultaba. Es un rasgo típico de las villas palladianas muy imitado y cambiado en la arquitectura palladiana que se desarrolló a imitación de Palladio en los siglos siguientes.

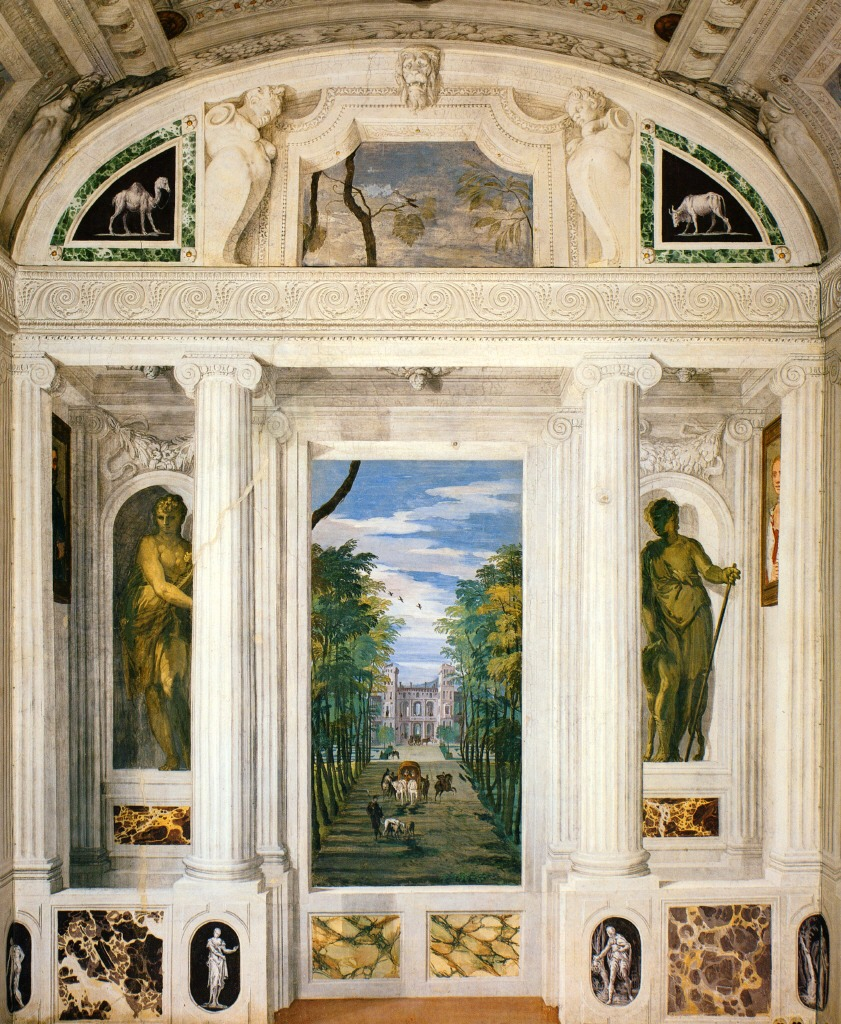
Frescos de Villa Barbaro, pintados por el Veronés.

El interior del bloque central está pintado con frescos del Veronés en el estilo más contemporáneo del artista en ese periodo. Estas pinturas constituyen el más importante ciclo de frescos de este artista e inspiraron muchos de los frescos pintados por otros artistas de villas de la época. Los frescos se han datado de comienzos de los años sesenta, o ligeramente antes. En la Sala del Olimpo, Veronés pintó a Giustiniana, señora de la casa y esposa de Marcantonio Barbaro, con su hijo menor, la nodriza y las mascotas de la familia, un loro y un perro spaniel. El perro de la familia aparece también en otra habitación, La Sala del perrito. La habitación Crociera representa paisajes imaginarios y al personal de la villa asomándose detrás de puertas en trampantojo. La Sala de la Lámpara de aceite tiene imágenes simolizando el comportamiento y la fuerza virtuosos. La Sala de Baco muestra escenas de vendimia y una chimenea tallada con la figura de Abundancia, reflejando los ideales bucólicos y el esplendor de la villa. Dentro del techo abovedado central, hay un fresco de los planetas representados por las antiguas deidades. La diosa de la Tierra, Gaia, está curiosamente representada con un dragón.
La línea masculina de la rama San Vidal de Barbaro, que era propietaria de Villa Barbaro, se extinguió en el siglo XVIII y la villa pasó a través de la línea femenina San Vidal a la propiedad de las familias aristocráticas Trevisan y luego Basadonna. Finalmente, pasó a la familia Manin, que produjo al último dogo de Venecia. Se dejó arruinar en 1850, la villa fue adquirida por el rico empresario industrial Sante Giacomelli quien empezó a renovarla. En 1934 el conde Giuseppe Volpi di Misurata, fundador del Festival de Cine de Venecia y padre de Giovanni Volpi, adquirió la villa y empezó una gran restauración para devolverla a su gloria precedente. Actualmente, vive allí su nieta.
Desde 1996 la villa se ha conservado como parte del conjunto Patrimonio de la Humanidad: «Ciudad de Vicenza y las villas palladianas del Véneto» que incluye más de veinte villas. Está abierta al público.

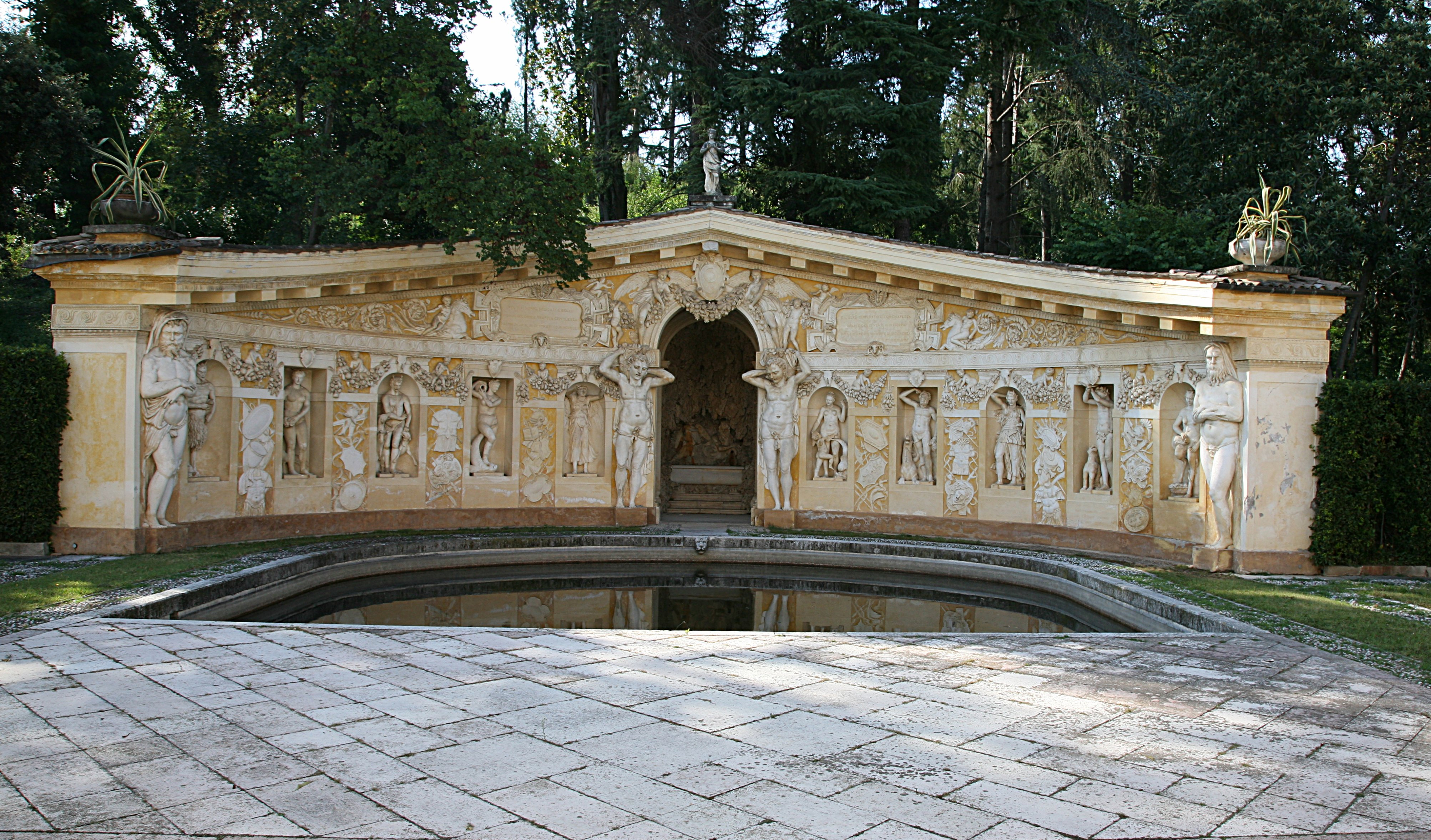
El Ninfeo colocado detrás de la villa.

## Ninfeo
En los terrenos posteriores de la villa hay un ninfeo, una estructura arquitectónica con arcos que enmarca un manantial natural que ha surgido desde la antigüedad. Está dedicado a los espíritus de los bosques, en honor de la ambientación campesina de la villa. Tiene 7 estatuas figurativas en nichos y 4 figuras que prácticamente se tienen en pie por sí solas que pueden haber sido talladas por el propio Marcantonio Barbaro. El manantial forma un estanque, que puede usarse para pescar. El agua también manaba hacia la cocina así como regaba los jardines.

## Templete Barbaro

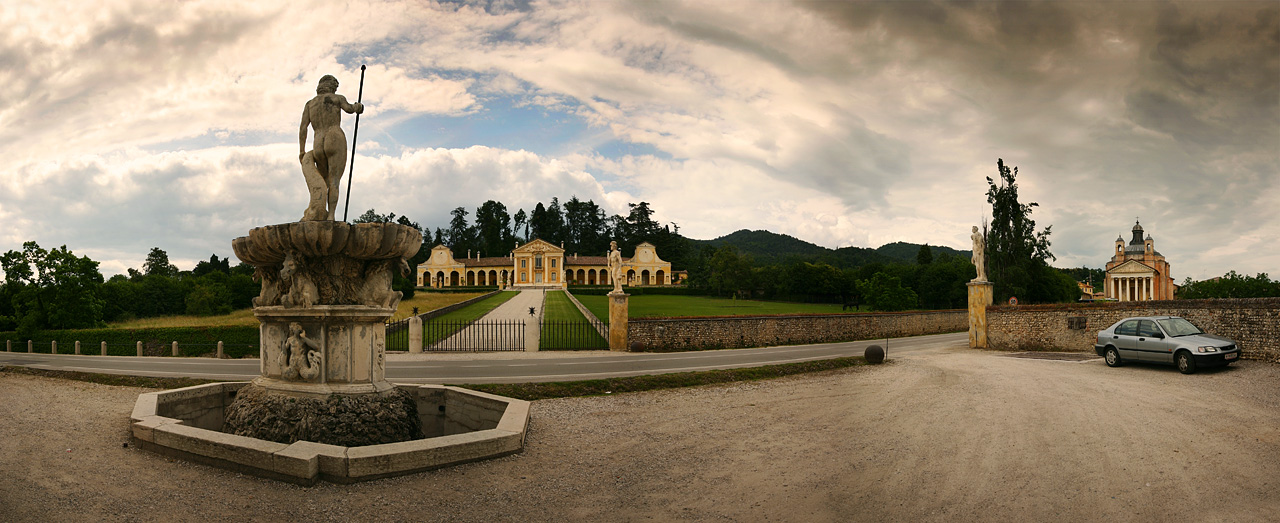
La finca de la familia Barbaro en Maser con la fuente de Neptuno en primer plano. Villa Barbaro y el Templete Barbaro se ven en el fondo.

Hacia el final de su vida, Palladio recibió la oportunidad de construir una iglesia, el Templete Barbaro (Tempietto Barbaro), para servir a la villa y el pueblo de la finca. El templete se construyó por orden de Marcantonio Barbaro, y el nombre del patricio aparece en el entablamento. Su acabado fue un remate apropiado a la carrera de Palladio.
En otros encargos eclesiásticos, Palladio se vio obligado a construir una nave larga, pero en Maser pudo diseñar un edificio centralizado, siguiendo de manera muy estrecha los modelos clásicos.  El enlace del frente de un templo con un edificio con bóveda recuerda al Panteón. Un pórtico que se alarga mucho, y tiene unas proporciones inusualmente inclinadas, lleva a lo largo de las partes diagonales del gablete a dos pequeños campanarios, que por su parte transmiten la tendencia hacia arriba a la cúpula. Los cinco espacios entre las columnas están enmarcados por pilares, que son como las cuatro semicolumnas en su entasis y estrechamiento. La fachada probablemente daba originalmente a una pequeña plaza.
El interior tiene decoraciones de estuco atribuidas a Alessandro Vittoria. Un entablamento está acabado con rica decoración de querubines y rizos y crea una transición hacia la bóveda, junto con una balaustrada. Palladio alterna hondos nichos sobre un plan rectangular y zonas de muro cerradas con tabernáculos de figuras entre ocho semi-columnas regulares. La parte inferior del edificio está acabado con una cornisa continua ininterrumpida, con un perfil formado por tres bandas planas que están en contraste entre sí por una moldura ovalada. El arquitecto contrasta dos formas de cilindro y semiesfera mediante un énfasis repetido en los horizontales, y, por encima de eso, las divida en una zona tangible terrestre y una zona ligera celestial que no puede juzgarse fácilmente con la vista.